# コル・ディ・ラーナ
コル・ディ・ラーナ(Col di Lana)は、イタリア共和国ベッルーノ県に位置する、ドロミーティの標高2452 mの山である。

## 地理
ファルツァーレゴ峠の約4.5km南西に位置する。主なピークは南東側から、Panettone (2125 m), Cappello di Napoleone (2200 m), Col di Lana (2452 m、Cima Lanaとも呼ばれる), Cima Sief (2424 m)、Col de la Roda (1971 m)。

## 歴史

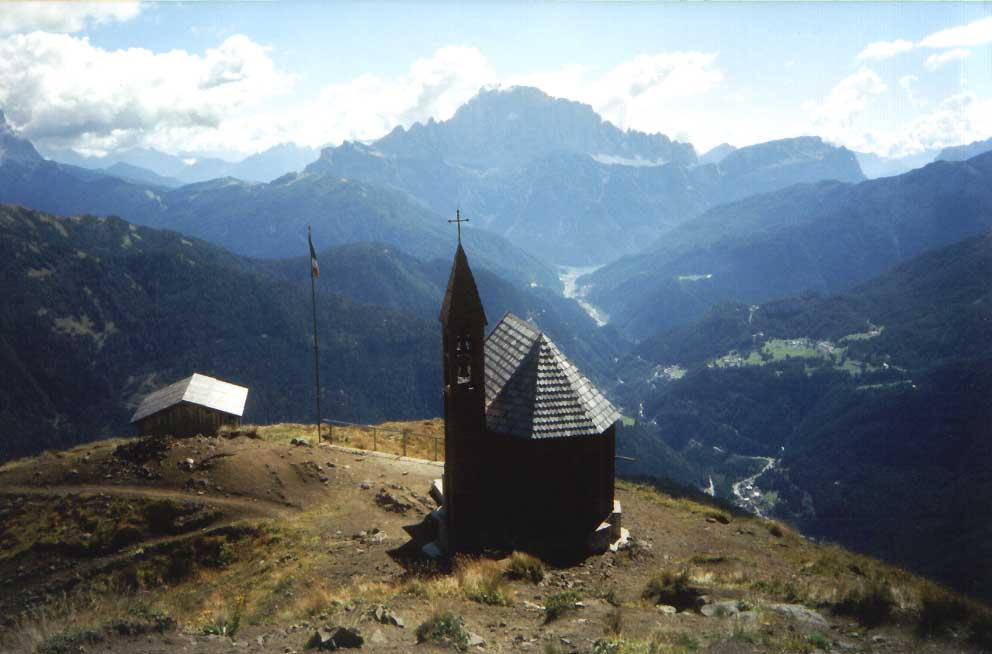
山頂にある戦争メモリアル教会

第一次大戦中、コル・ディ・ラーナはイタリア王国とオーストリア＝ハンガリー帝国の戦場となった。北方への通路であるファルツァーレゴ峠を確保するために、イタリア軍は周辺の山を制圧する必要があった。
1915年11月8日、イタリア軍はコル・ディ・ラーナ頂上をオーストリア軍から奪取したが、翌日、相手方の挟撃作戦により奪い返された。1916年、イタリア軍は手動の掘削機を使って音を立てないように山頂に向かってトンネルを掘り始める。オーストリア軍はポルドイ峠(Passo Pordoi)からの観測によりこれを察知し、カウンタートンネルを掘って1916年4月6日に爆発させた。しかし、イタリア軍のトンネルから遠く、被害を与えることはできなかった。1916年4月17日23時30分、イタリア軍は山頂を爆破。オーストリア軍は兵士の半分が約1万トンの岩の下敷きとなり、稜線の北西約1kmのCima Siefに撤退した。1917年10月21日、オーストリア軍は稜線を幅80m、深さ35m爆破し、それ以上のイタリア軍の侵攻を阻むことに成功した。

## ギャラリー

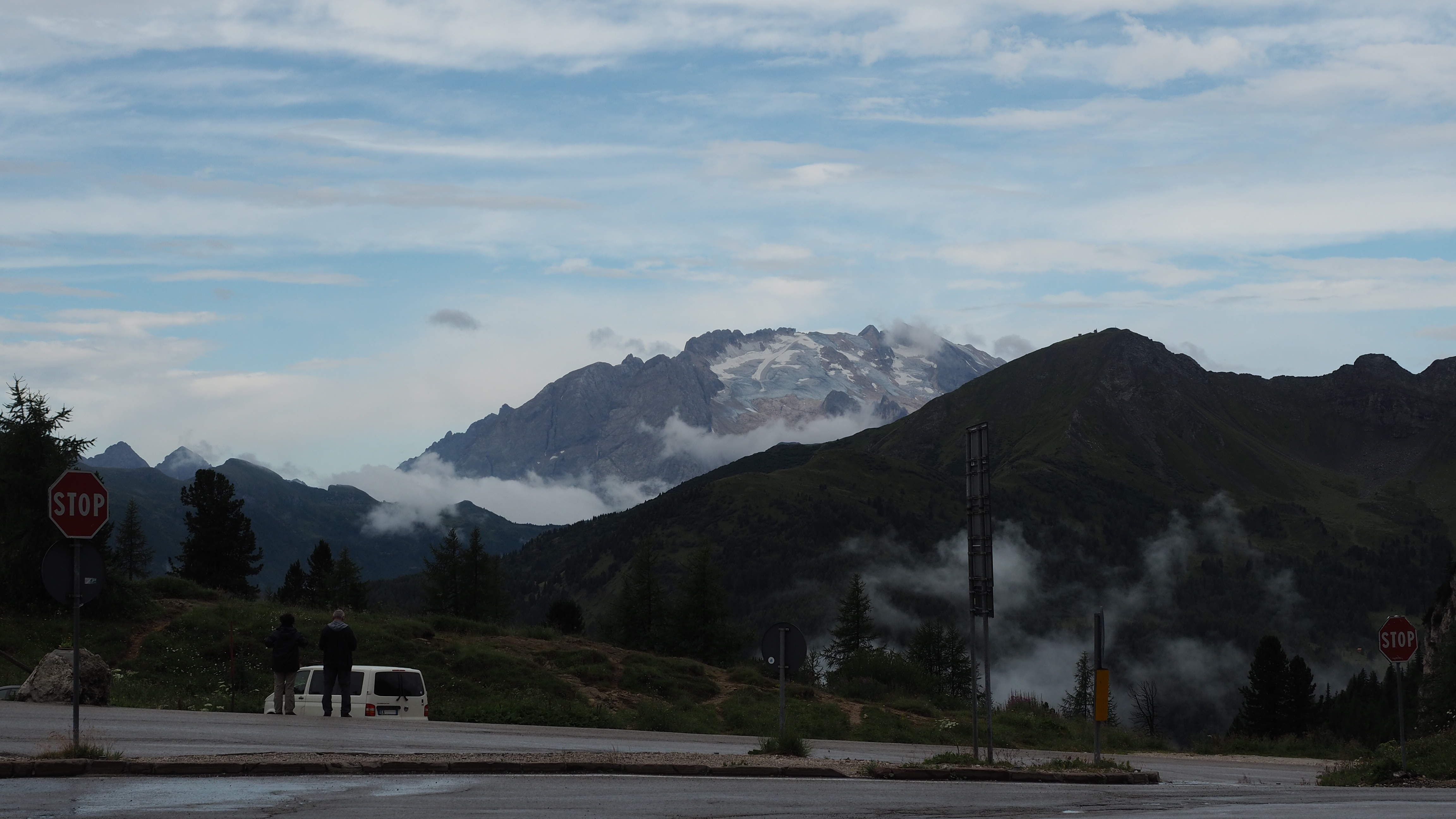
ファルツァーレゴ峠から見たコル・ディ・ラーナ。背後の明るい山は約15km先のマルモラーダ(Marmolada)。
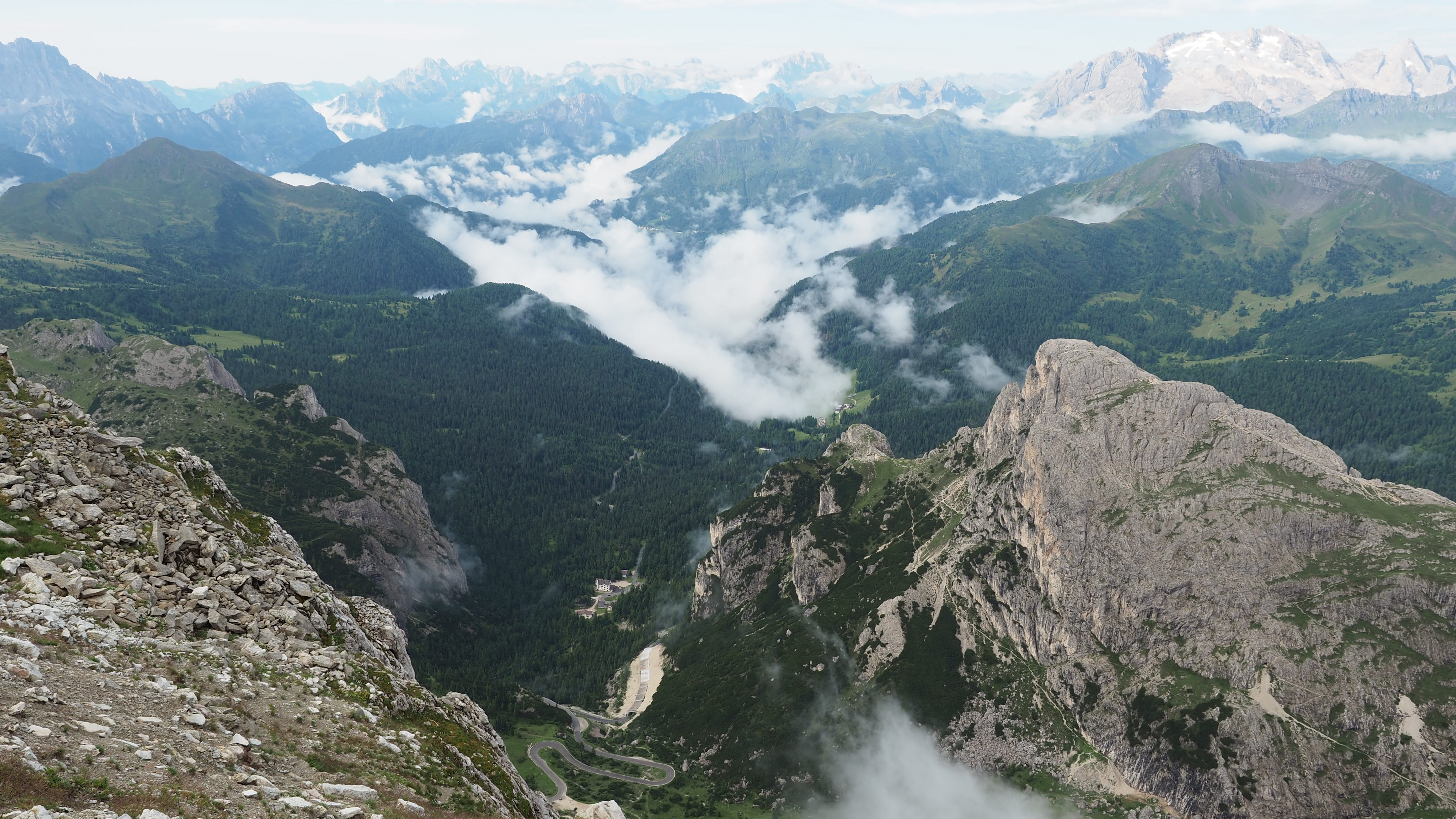
ラガツォイから南西の眺め。右手前はサッス・デ・ストリア、その背後にコル・ディ・ラーナ、マルモラーダ。